# Мадхав Рао II
Мадхав Рао II (18 квітня 1774 — 27 жовтня 1795) — пешва держави Маратха.

## Життєпис
Був сином Нараяна Рао, вбитого за наказом його дядька, Раґханатха Рао. Останній став новим пешвою, однак обіймав той пост недовго: після народження Мадхава Рао Нана Фарнавіс організував переворот і, поваливши Раґханатха Рао, створив «Раду дванадцяти», що правила від імені малолітнього Мадхава Рао.
Неспроможний повернути владу самотужки, Раґханатх Рао втік до Сурата, де 6 березня 1775 року підписав договір з Британською Ост-Індійською компанією, відповідно до якого обіцяв віддати острів Салсет і порт Бассейн (колишні португальські анклави, що перейшли до маратхів, і за які британці давно сперечались) в обмін на допомогу у захопленні престолу в Пуне. Після цього почалась перша англо-маратхська війна, в результаті якої, однак, Раґханатху Рао не вдалось повернути владу. 17 травня 1762 року був підписаний Салбайський договір, за умовами якого англійці отримували острів Салсет, але натомість зобов'язувались сплачувати пенсіон своєму протеже Раґханатху Рао, який відмовився від претензій на трон.
Мадхав Рао не мав реальної влади, яка зосередилась у руках «Ради дванадцяти», й у віці 21 року покінчив життя самогубством. Оскільки він не залишив спадкоємців, його смерть спричинила династичну кризу.